# Мъж на годината
„Мъж на годината“ (на английски: Man of the Year) е щатска политическа сатира от 2006 г., написан и режисиран от Бари Левинсън, продуциран от Джеймс Робинсън, и във филма участват Робин Уилямс, Кристофър Уокън, Лора Лини, Люис Блек и Джеф Голдблум. Филмът е пуснат по кината на 13 октомври 2006 г., и е сниман в Торонто и Хамилтън, Онтарио, и части от Вашингтон.